# 9-й корпус (Югославські партизани)
Партизанський 9-й корпус (словенською: IX Korpus) — формування югославських партизанів під час Другої світової війни. Складався з підрозділів дивізійного та бригадного рівня і діяв в анексованій Італією провінції Любляна, на югославських територіях під німецькою цивільною адміністрацією, в Незалежній державі Хорватія та на північному сході Італії під час Другої світової війни.
Корпус брав участь у багатьох операціях проти німецьких та італійських військ до капітуляції Італії 8 вересня 1943 року. Однією з найбільш значущих була німецька операція «Адлер».
За рішенням Пальміро Тольятті, всі комуністичні підрозділи (названі Гарібальдіні на честь Джузеппе Гарібальді), що діяли на територіях, відвойованих югославами, мали бути включені до складу НОЮА (Народно-визвольної армії Югославії), і він особисто написав зміст наказу, який мали прийняти комуністичні партизани.

## Список підрозділів
- 30-та югославська дивізія, сформована на базі 17-ї СНОБ (Словенська бригада національного визволення) «Симон Грегорчич» та 18-ї СНОБ (Словенська штурмова бригада національного визволення) «Базовішка»
- 31-ша югославська дивізія, сформована на базі 3-ї (спочатку 6-ї) СНОБ «Іван Градник», 7-ї СНОБ «Франц Прешерен» та 16-ї СНОБ «Янко Премрл Войко».[4]
- 19-та СНОБ (Словенська бригада національного визволення) «Сречко Косовел».[5]
- Дивізія Гарібальді «Натізоне» (італійські партизани), що складалася зі 156-ї партизанської бригади «Бруно Буоцці» та 157-ї бригади «Гвідо Пічеллі»
- 20-та бригада «Гарібальді Трієстина», сформована з італійських партизанів